# Liste der Geotope in Baden-Württemberg
In der Liste der Geotope in Baden-Württemberg sind die Geotope in Baden-Württemberg tabellarisch erfasst. Grundlage dieser Zusammenstellung sind die von der Landesanstalt für Umwelt Baden-Württemberg (LUBW) ausgewiesenen Geotope.
Die Angaben in den einzelnen Listen ersetzen nicht die rechtsverbindliche Auskunft der LUBW.
Der Arbeitsbereich Geotopschutz wurde im Jahr 2000 von der damaligen LfU (heute LUBW) an das Landesamt für Geologie, Rohstoffe und Bergbau Baden-Württemberg (LGRB) übertragen. Alle bisher als Naturdenkmale ausgewiesenen Geotope wurden systematisch erfasst, aufgelistet, lagemäßig überprüft, beschrieben und im LGRB-Geotopkataster abgelegt.
Auf der Internetseite LGRB-Wissen/Geotourismus sind Geotope in interaktiven Karten z. B. der Höhlen, des Altbergbaus innerhalb ihrer geologischen Einheiten in Baden-Württemberg dargestellt.

## Geotope in Baden-Württemberg
Das Geotop-Kataster Baden-Württemberg dokumentiert in Abstimmung mit den zuständigen Naturschutzbehörden die erdgeschichtlichen Bildungen der unbelebten Natur, die Erkenntnisse über die Entwicklungen der Erde und des Lebens vermitteln. Die Geotope umfassen Aufschlüsse von Gesteinen, Böden, Mineralien und Fossilien sowie besondere Landschaftsteile. Derzeit sind etwa 5200 Geotope in Baden-Württemberg dokumentiert, von denen etwa die Hälfte unter Schutz stehen.
Wegen der großen Anzahl von ausgewiesenen Geotopen ist diese Liste in Teillisten für die 44 Land- und Stadtkreise in Baden-Württemberg aufgeteilt. In der folgenden, nach Regierungsbezirken sortierten Liste sind zunächst die Stadtkreise aufgeführt, gefolgt von den Landkreisen:

### Regierungsbezirk Freiburg

#### Stadtkreis
- Liste der Geotope in Freiburg im Breisgau

#### Landkreise
- Liste der Geotope im Landkreis Breisgau-Hochschwarzwald
- Liste der Geotope im Landkreis Emmendingen
- Liste der Geotope im Landkreis Konstanz
- Liste der Geotope im Landkreis Lörrach
- Liste der Geotope im Ortenaukreis
- Liste der Geotope im Landkreis Rottweil
- Liste der Geotope im Schwarzwald-Baar-Kreis
- Liste der Geotope im Landkreis Tuttlingen
- Liste der Geotope im Landkreis Waldshut

### Regierungsbezirk Karlsruhe

#### Stadtkreise
- Liste der Geotope in Baden-Baden
- Liste der Geotope in Heidelberg
- Liste der Geotope in Karlsruhe
- Liste der Geotope in Mannheim
- Liste der Geotope in Pforzheim

#### Landkreise
- Liste der Geotope im Landkreis Calw
- Liste der Geotope im Enzkreis
- Liste der Geotope im Landkreis Freudenstadt
- Liste der Geotope im Landkreis Karlsruhe
- Liste der Geotope im Neckar-Odenwald-Kreis
- Liste der Geotope im Landkreis Rastatt
- Liste der Geotope im Rhein-Neckar-Kreis

### Regierungsbezirk Stuttgart

#### Stadtkreise
- Liste der Geotope in Stuttgart
- Liste der Geotope in Heilbronn

#### Landkreise
- Liste der Geotope im Landkreis Böblingen
- Liste der Geotope im Landkreis Esslingen
- Liste der Geotope im Landkreis Göppingen
- Liste der Geotope im Landkreis Heidenheim
- Liste der Geotope im Landkreis Heilbronn
- Liste der Geotope im Hohenlohekreis
- Liste der Geotope im Landkreis Ludwigsburg
- Liste der Geotope im Main-Tauber-Kreis
- Liste der Geotope im Ostalbkreis
- Liste der Geotope im Rems-Murr-Kreis
- Liste der Geotope im Landkreis Schwäbisch Hall

### Regierungsbezirk Tübingen

#### Stadtkreis
- Liste der Geotope in Ulm

#### Landkreise
- Liste der Geotope im Alb-Donau-Kreis
- Liste der Geotope im Landkreis Biberach
- Liste der Geotope im Bodenseekreis
- Liste der Geotope im Landkreis Ravensburg
- Liste der Geotope im Landkreis Reutlingen
- Liste der Geotope im Landkreis Sigmaringen
- Liste der Geotope im Landkreis Tübingen
- Liste der Geotope im Zollernalbkreis